# Circondario di Sikasso
Il circondario di Sikasso è un circondario del Mali facente parte della regione omonima. Il capoluogo è Sikasso.

## Geografia antropica

### Suddivisioni amministrative
Il circondario di Sikasso è suddiviso in 43 comuni:
- Benkadi
- Blendio
- Danderesso
- Dembela
- Dialakoro
- Diomaténé
- Dogoni
- Doumanaba
- Fama
- Farakala
- Finkolo
- Finkolo Ganadougou
- Gongasso
- Kabarasso
- Kaboïla

- Kafouziéla
- Kapala
- Kapolondougou
- Kignan
- Kléla
- Kofan
- Kolokoba
- Koumankou
- Kouoro
- Kourouma
- Lobougoula
- Miniko
- Miria
- Missirikoro

- N'Tjikouna
- Natien
- Niéna
- Nongo-Souala
- Pimperna
- Sanzana
- Sikasso
- Sokourani-Missirikoro
- Tella
- Tiankadi
- Wateni
- Zanférébougou
- Zangaradougou
- Zaniena